# Theodor Wollschack

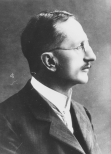
Theodor Wollschack (vor 1920)

Theodor Wollschack (* 23. Mai 1855 in Iglau, Kaisertum Österreich; † 1939 in Mährisch-Schönberg) war ein österreichisch-tschechoslowakischer Lehrer und Politiker der deutschen Minderheit in der Tschechoslowakei.

## Leben
Wollschack besuchte das Gymnasium in Iglau und studierte anschließend Philologie, Geschichte und Germanistik an der Universität Wien, wo er 1879 promoviert wurde. Anschließend war er am Gymnasium in Mährisch-Schönberg Oberschullehrer. Das während des Studiums erlebte soziale Elend in Wien brachte ihn zur Sozialdemokratischen Partei. Unter dem Pseudonym Theodor Wollschack Teifen schrieb er mehrere sozialkritische Bücher. 1920 wurde er aus der Deutschen sozialdemokratischen Arbeiterpartei in der Tschechoslowakischen Republik ausgeschlossen. Anschließend trat er in die Deutsche Nationalsozialistische Arbeiterpartei der Tschechoslowakei ein, für die er von 1925 bis 1929 im Abgeordnetenhaus der Tschechoslowakei saß. Dort war er der mit Abstand älteste Abgeordnete.

## Schriften (unter dem Pseudonym Theodor Wollschack Teifen)
- Die Verhältnisse Italiens, insbesondere der Langobarden nach dem Briefwechsel Gregors I. Berger, Horn 1888.
- Das soziale Elend und die besitzenden Klassen in Oesterreich. In: Deutsche Worte. Jg. 1892, Heft 7. 8. u. 1894, 1-4.
- Adel und Kirche in Oesterreich. Brand, Wien 1897, 2. Auflag [Nach Confiscation] (Socialpolitische Flugschriften; 1).
- Handwerk und Handwerker in Österreich. Wiener Volksbuchhandlung, Wien 1899 (Wiener Arbeiter-Bibliothek; 7).
- Trau – schau – wem? Ein offenes Wort an alle denkenden Staatsbürger. Verlag der Wiener Volksbuchhandlung, Brand, Wien 1900 (Lichtstrahlen; 2).
- Wähler, macht die Augen auf, glaubt nicht den „Soci“ sondern den Thatsachen! Rechenschafts-Bericht der christlich-socialen Partei ...erstattet auf Grund der stenographischen Protokolle des niederösterreichischen Landtages 1891–1901. Volksbuchhandlung Ignaz Brand, Wien 1902.
- Wie die Zölle Brot und Fleisch verteuern und wer diesen Raub am Volke einsteckt, zur Aufklärung über die Zollfrage. Verlag der Wiener Volksbuchhandlung, Brand, Wien 1903 (Lichtstrahlen; 9).
- Die Besitzenden und die Besitzlosen in Österreich. Brand, Wien 1906.
- Deutschlands Kriegsschuld – die große Lüge! Selbstverlag, Mährisch-Schönberg, um 1923.
- Warum ich aus der sozialdemokratischen Partei austrat? Streiter-Verlag, Zwickau 1926 (Streiter-Flugschriften; 5).